# Куресарска тврђава
Куресарска тврђава (ест. Kuressaare linnus) средњовековна је тврђава која се налази у граду Куресаре у западно-естонском округу Сарема. Једно је од најочуванијих средњовековних утврђења на тлу Естоније.
Саграђена је у позно-готичком стилу и у основи представља једноставну грађевину опасану зидинама са централном грађевином у средини. У северном делу тврђаве налази се 37 метара висока одбрамбена кула, а одбрамбене зидине укупне дужине 625 метра накнадно су саграђене век касније. 
Градњу тврђаве започели су витезови Тевтонског реда вероватно током 1380-их година и првобитно је служила као седиште Езел-вичке бискупије. а савремени облик добија у време данске владавине над острвом (после 1559. године). У каснијим периодима тврђава је била значајно војно упориште, прво Швеђана, а након 1721. и Руса.
Током 20. века извршене су две обимне реконструкције утврђења. Прву рестаурацију у периоду 1904−1912. предводили су архитекти Херман Зауберлих и Вилхелм Нојман, док је другу рестаурацију током 1968. предводио архитект Калви Алуве.
У тврђави се данас налази Музеј Сареме, а само утврђење уврштено је на списак културног наслеђа Естоније од изузетног значаја (заведено на списак под бројем 20868).

## Галерија
- План тврђаве из 1710.
- Северна кула
- Главни улаз
- Унутрашње двориште